# Sliwarka
Sliwarka (bułg. Сливарка) – wieś w Bułgarii, w obwodzie Kyrdżali, w gminie Krumowgrad. W 2024 roku liczyła 416 mieszkańców.